# Artide Nordamericano

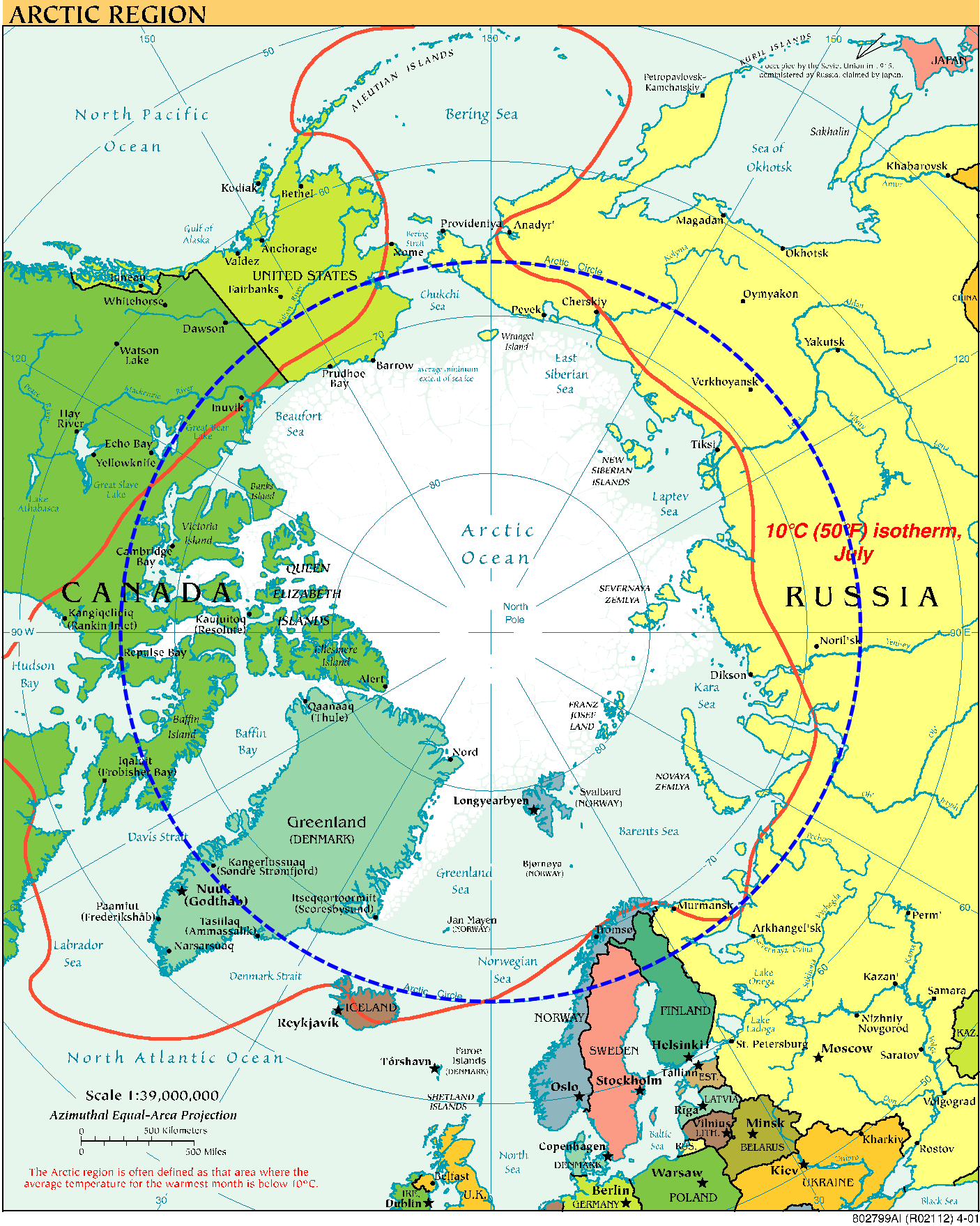
Mappa del circolo polare artico con le isoterme di luglio. L'Artide Nordamericano è sulla parte sinistra.

La regione dell'Artide Nordamericano comprende la porzione settentrionale dell'Alaska (USA), del Canada settentrionale e della Groenlandia. I maggiori corpi d'acqua che vi sono compresi sono il Mar Glaciale Artico, la Baia di Hudson, il Golfo di Alaska e la parte settentrionale dell'Oceano Atlantico.

## Caratteristiche
Il confine occidentale è rappresentato dalla Penisola di Seward e dallo stretto di Bering. Il limite meridionale è fissato alla latitudine 66° 33’N del Circolo polare artico, che corrisponde al limite del sole di mezzanotte.
L'area è definita dai limiti ambientali dove la temperatura media del mese più caldo (luglio) è inferiore a 10 °C. Il limite settentrionale della linea degli alberi segue approssimativamente l'isoterma ai confini della regione. L'area è caratterizzata da un ambiente a tundra e vegetazione polare artica.

## Territori
I territori compresi nella regione dell'Artide Nordamericano sono:
Canada
Arcipelago artico canadese, Terranova e Labrador, Territori del Nord-Ovest, Nunavik, Nunavut, Yukon
Danimarca
Groenlandia
Stati Uniti d'America
Alaska, Isole Aleutine
Stati Uniti d'America/Russia
Isole Diomede